# Onthophagus euchlorus
Onthophagus euchlorus là một loài bọ cánh cứng trong họ Bọ hung (Scarabaeidae).